# 김동성 (1955년)
김동성(1955년 ~ )은 대한민국의 작곡가이자 대학교수이다.

## 학력
- 경희대학교 작곡 학사, 석사
- 미국 버클리 음악 대학 학사
- 독일 쾰른 국립 음악 대학

## 내력
그의 넓고 다양한 작곡 스펙트럼을 간단히 표현하자면 국내 사극의 전설로 회자되는 KBS 대하드라마 용의 눈물(1996)의 OST와 국내 애니메이션계의 최고의 인지도를 가진 작품인 아기공룡 둘리(KBS, 1987-1988)의 OST가 모두 그의 작품이라는 사실이다. 용의 눈물 OST야 워낙 유명해서 그의 인지도를 올라가게 만든 1등 공신일 정도지만 KBS판 아기공룡 둘리 OST 역시 알고 보면 명곡들이 엄청나게 포진할 정도로 퀄리티가 뛰어나니 극과 극의 스타일을 가진 분야들을 넘나들며 명곡들을 만드는 것은 정말 대단한 일이다.
1996년 그가 전곡 작곡 및 프로듀싱한 KBS 대하드라마 용의 눈물의 OST를 통해 본격적으로 유명세를 탔으며 왕과 비, 태조 왕건, 제국의 아침 등의 OST를 프로듀싱 및 작곡하며 사극과의 인연은 계속되었다. 설사 그의 이름은 모른다 쳐도 큰 스케일의 장중하고 화려한 한국적 색채가 물씬 풍기는 그만의 독특한 음악 스타일은 기억하는 이가 많다. 하지만 김동성 본인은 실제로 사극을 잘 시청하지 않으며 작품의 콘셉트가 정해지면 상상을 통해 음악을 구성할 뿐 드라마 자체에는 빠지지 않는다고 한다. 사극의 파급력이 워낙 크다 보니 본의 아니게 '사극 작곡가'라는 별칭도 있지만 실상 본인은 그닥 달가워 하지는 않는 듯.
최근에는 작곡에 있어서 사극 다음으로 뮤지컬을 지향점으로 활동중이다. 특히 뮤지컬 쪽은 가장 열정을 쏟고 싶어하는데 지금까지는 뜻대로 그러질 못해서 미련이 많았던 듯. 덕분에 최근에 뮤지컬 작품으로 참여한 남한산성은 그가 상당히 심혈을 기울인 작품으로 유명하다. 뮤지컬의 흥행성적도 괜찮았으며 이 작품을 통해서 2010년 한국뮤지컬대상 작곡상을 수상하는 쾌거를 이룬다.
독일 쾰른국립음대와 미국 버클리 음악대학에서 수학한 김동성은 국내대학에 실용음악과 설립을 주도한 1세대로 김형석, 한상원, 정원영 등 쟁쟁한 중견 작곡가들과 함께 호원대학교 실용음악학과에서 후진양성에도 힘쓰고 있다.